# Boring (Oregon)
Boring az Amerikai Egyesült Államok Oregon államának Clackamas megyéjében, az Oregon Route 212 mentén elhelyezkedő statisztikai település. A 2020. évi népszámláláskor 1931 lakosa volt. Névadója William Harrison Boring polgárháborús katona.
A Portland Railway, Light and Power Company Portland és Cazadero közötti villamosvonala 1903-ban érte el; az egykori nyomvonalon Portlandig húzódó kerékpáros és gyalogutat alakítottak ki. A település közelében megkövesedett láva található.
Az első világháborúban és azt megelőzően a sűrű fenyőerdők és a portlandi kikötő közelsége miatt a térség faiparának, valamint mezőgazdaságának fontos szereplője volt.
Boring szerepel a szokatlan helységnevek listáján. Az „Unalom-trió” részeként a skóciai Dullal és az ausztráliai Bland Shire-ral testvértelepülési megállapodást írtak alá.

## Története

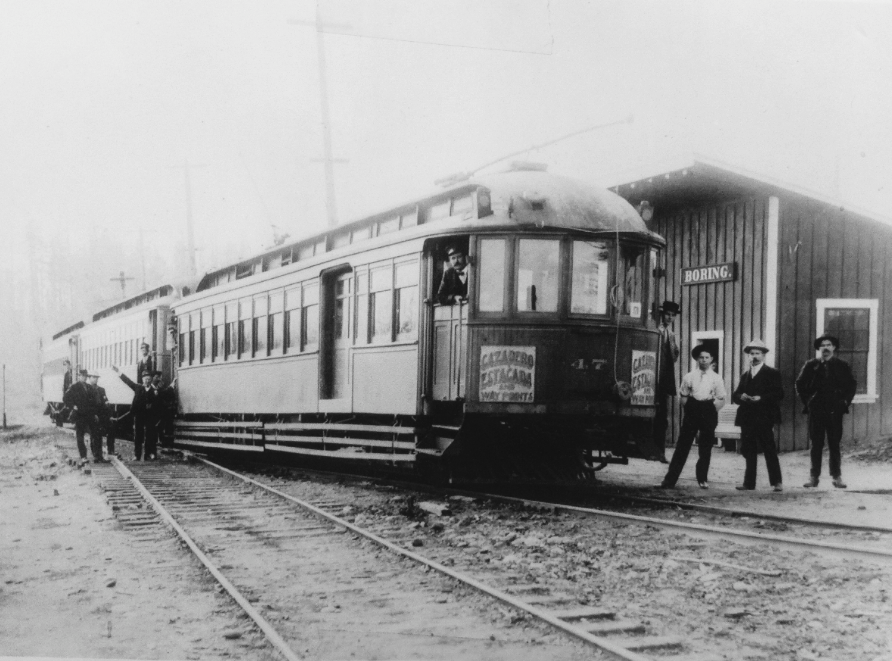
Boring megállóhely

A település közelében egy Washington államig húzódó lávamező található; a körülbelül nyolcvan repedés a 2,6 millió évvel ezelőtti vulkanikus tevékenység nyoma. A térségnek korábban nem voltak állandó lakosai; a közelben a clackamas indiánoknak volt egy tábora, de 1855-re a Grand Ronde-i Közösség területére költöztek. Az első telepesek az 1800-as évek közepén érkeztek.
Névadója William Harrison Boring illinois-i polgárháborús veterán, aki 1874-ben, Vicksburg ostroma után telepedett itt le, és az első iskola számára földet adományozott. Féltestvére, Joseph már 1856-tól itt élt.
1903-ban, a Portland Railway, Light and Power Company helyközi villamosvonalának megnyitását követően alapították Boring Junction néven; a Cazaderóig tartó viszonylat 1905-től szállított utasokat. A viszonylat jelentősen csökkentette az utazási időt: az út Portlandig lóháton és kordéval hat, míg villamossal egy óráig tartott. Az általános iskolás diákok a Richey Roadon épített intézményben tanultak, a középiskolások viszont Greshambe és Portlandbe ingáztak. Később főleg német és svájci bevándorlók telepedtek itt le.
A második világháborút követően a motorizáció miatt a viszonylat csak Gresham és Boring között közlekedett, hamarosan pedig teljesen megszűnt.
2005-ben Boring lett volna Oregon első falva, de a 2006. augusztusi népszavazáson a javaslat 293–298 arányban elbukott.

### Elnevezése
A helység szerepel a legfurcsább nevű települések listáján, és számos humoros névtáblát is elhelyeztek. Mottója „A legizgalmasabb hely az élethez!”.

## Földrajz és éghajlat

### Földrajz
Boring a Hood-hegy lábánál, a Kelet-Willamette-völgy északi végén fekszik. A portlandi agglomeráció része; a városhatártól 19 km-re délkeletre fekszik.
Tengerszint feletti magassága 167 és 230 méter közötti. Több patak keresztezi, melyek a Clackamas folyóba torkollanak.

### Éghajlat
Éghajlata mediterrán (a Köppen-skála szerint Csb). A Cascade-hegység lábánál fekszik, így magassága miatt a térség többi településéhez képest több csapadék hull. Fagypont alá először novemberben, utoljára pedig áprilisban esik a hőmérséklet.
| Hónap                         | Jan. | Feb. | Már. | Ápr. | Máj. | Jún. | Júl. | Aug. | Szep. | Okt. | Nov. | Dec. | Év   |
| ----------------------------- | ---- | ---- | ---- | ---- | ---- | ---- | ---- | ---- | ----- | ---- | ---- | ---- | ---- |
| Átlagos max. hőmérséklet (°C) | 8,0  | 11,0 | 13,0 | 16,0 | 20,0 | 23,0 | 27,0 | 27,0 | 24,0  | 18,0 | 11,0 | 6,0  | 17,0 |
| Átlagos min. hőmérséklet (°C) | 1,0  | 2,0  | 3,0  | 5,0  | 8,0  | 10,0 | 12,0 | 12,0 | 10,0  | 7,0  | 4,0  | 2,0  | 6,4  |
| Átl. csapadékmennyiség (mm)   | 191  | 156  | 140  | 111  | 90   | 62   | 25   | 32   | 32    | 60   | 197  | 204  | 1300 |
| Forrás: ZipDataMaps           |      |      |      |      |      |      |      |      |       |      |      |      |      |

## Népesség
A 2010-es népszámláláskor 2875 háztartásban 7726-an éltek, ami a 2000-es 12 851-hez képest jelentős visszaesés. A férfiak aránya 50,5, míg a nőké 49,5% volt. A lakosság 77,3%-a fehér, 13,3%-a latino, 3%-a afroamerikai, 2,6%-a ázsiai, 4%-a pedig több rasszú volt.
A népesség 32,2%-ának éves bevétele nem érte el az ötvenezer dollárt; 39,8%-uké ötvenezer és százezer dollár fölé esett, míg 28%-uké meghaladta a százezer dollárt. 2018-ban a munkanélküliség 3,98% volt. 86,8% saját ingatlanban élt, 13,2% pedig bérleményben. 2015-ben a portlandi agglomeráció egyik leggazdagabb településeként tartották számon.
| Lakosok száma | 12 851 | 7726 | 1931 |
|               | 2000   | 2010 | 2020 |

## Gazdaság

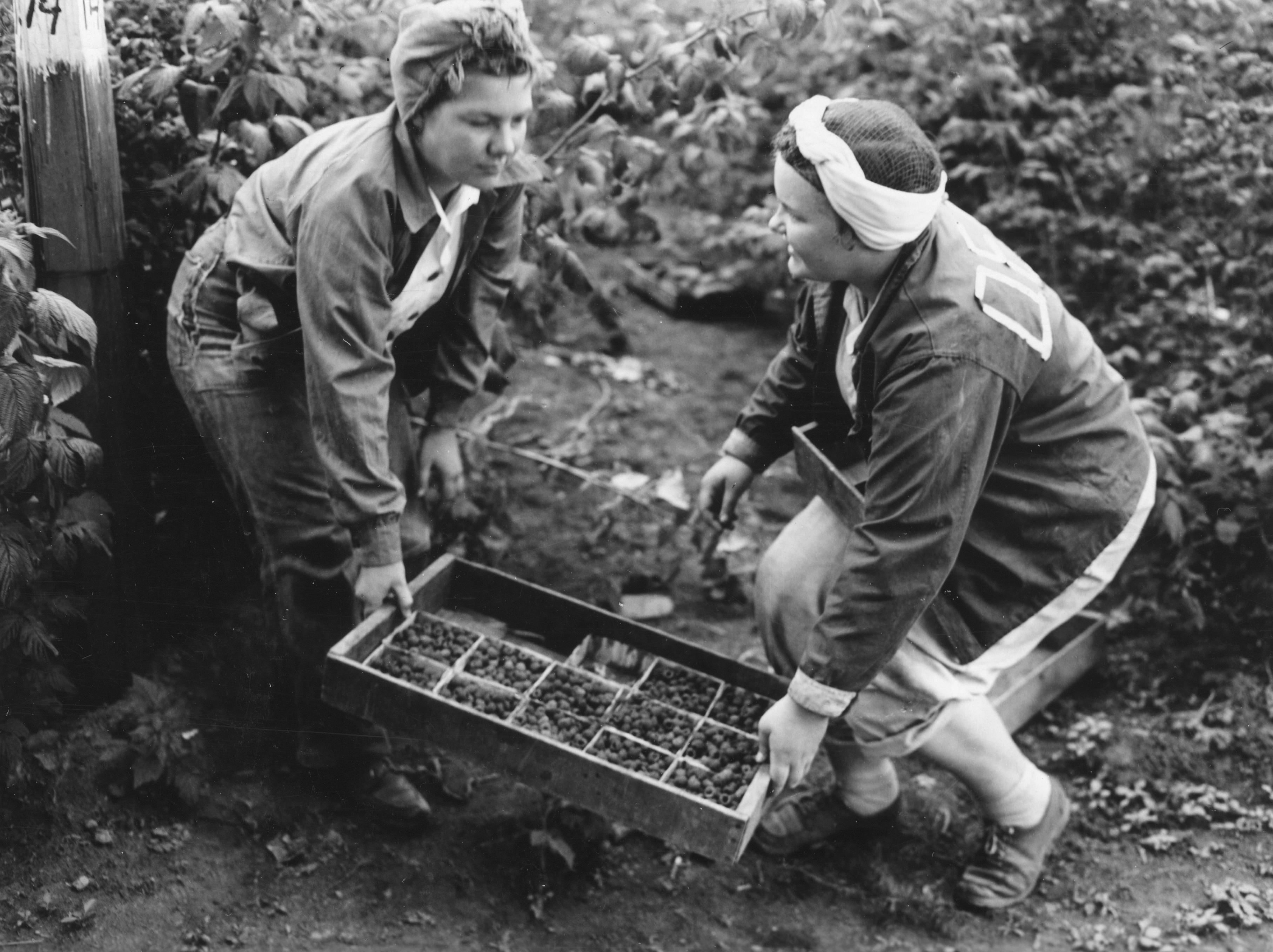
Gyümölcsszedő lányok 1946-ban

Az első világháború előttől a 20. század hátralévő idejében Boring a térség faiparának fontos szereplője volt. Az 1890-es években alapított Hillyard fűrésztelep naponta 9100 folyóméternyi anyagot (főleg vasúti talpfákat) állított elő. Bert Jonsrud helyi lakos később megalapította a térség legjelentősebb vállalatává váló Jonsrud Bros. Lumber Companyt, amely egy 1915-ös felmérés szerint naponta 6100 folyóméter anyagot állított elő. Az 1967-ben alapított Vanport International a feldolgozás mellett exporttal is foglalkozik.
A Portland Traction Company a Portland–Gresham–Boring viszonylaton végzett személyszállítást; később a pályát a Southern Pacific Transportation Company és a Union Pacific Railroad tehervonatai használták. Később a nyomvonal nagy részét a helyi önkormányzatok felvásárolták, és helyén túraútvonalat alakítottak ki.
A térségben több mint harminc faiskola és gyümölcsös, valamint több tejüzem is található, melyek helyi éttermeket is ellátnak. A Mt. Hood Center lovasközpont 1974-ben épült, emellett itt található a nyugati part legrégebbi vakvezetőkutya-képző intézménye. A legnagyobb foglalkoztató a Good Shepherd evangélikus egyházközség.

## Közigazgatás
A térség a Metro regionális kormányzat irányítása alá és Oregon harmadik kongresszusi körzetébe esik. 2015-ben Steve Batesnek, a tervezési bizottság korábbi igazgatójának több mint hétszáz aláírást juttattak el, melyben kérték, hogy Boring kerüljön ki a Metro fennhatósága alól, mivel lefedettségébe csak a nyugati oldal tartozik. A szervezet szerint a település kívül esik fejlesztési körzetükön, így a közeljövőben nem várható várossá alakulása.
A választásokon általában néhány százalékponttal a Republikánus Pártot részesítik előnyben.

## Oktatás

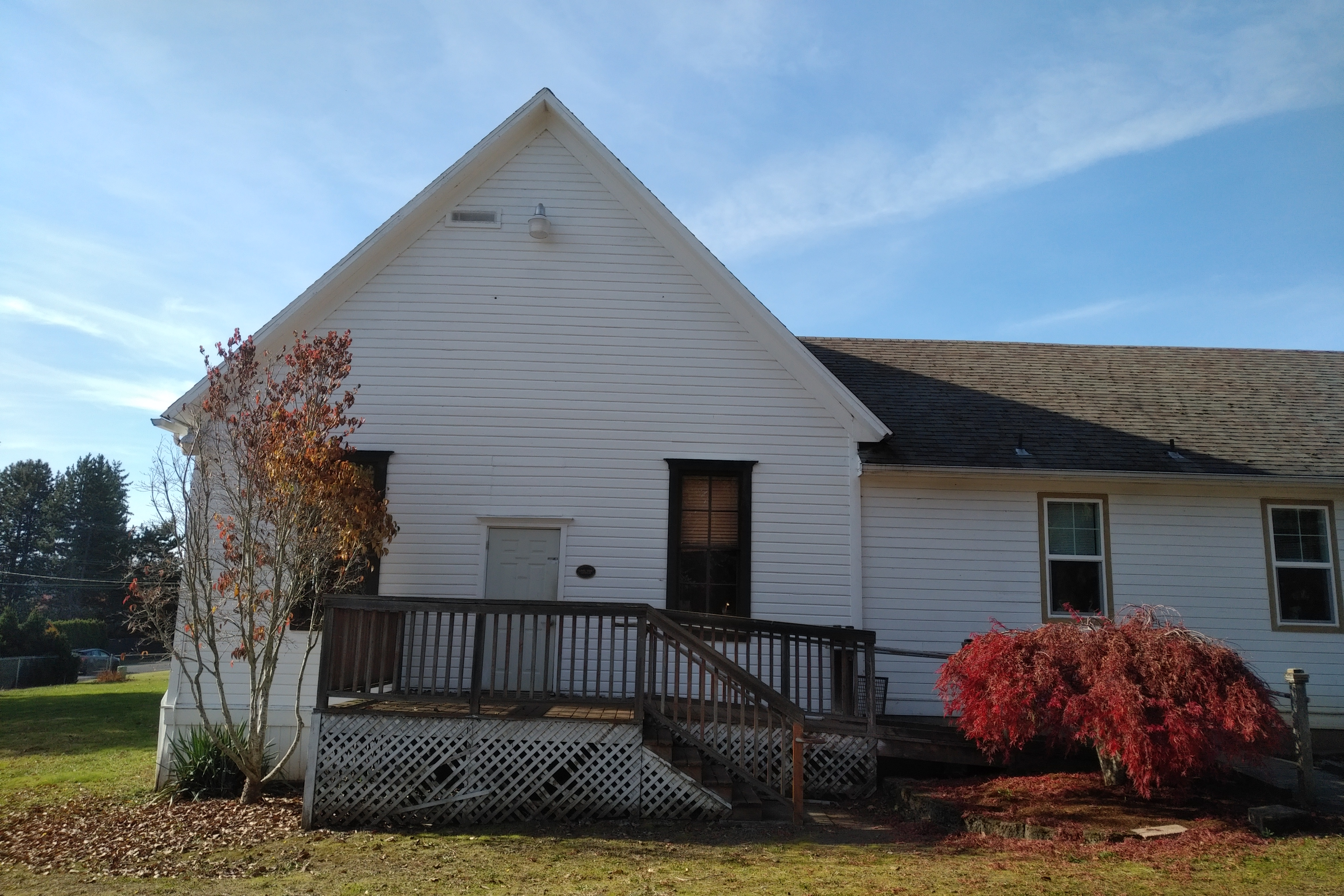
Kelso Schoolhouse

A Fern Hill School 1883-ban, a Kelso Schoolhouse 1885-ben nyílt meg. Az 1904-től működő Oregoniát 1918-ban 12×18 méteres játszószobával egészítették ki.
A település az Oregon Trail és a Gresham–Barlow-i tankerületek határán fekszik, így mindkét körzetnek vannak itt iskolái, emellett több magánintézmény is működik. Az Oregon Trail Academy a térség egyetlen International Baccalaureate-tagintézménye. A 2010-ben alapított iskola 2019-ben a térség tizenöt legjobbja között volt.
Az alapfokú oktatásban tanulók kompetenciafelméréseken az állami átlagon vagy afölött teljesítenek.

## Infrastruktúra
Az Oregon Route 212 Boringban kezdődik és keresztezi azt.
Az 1970-es évektől 2012 végéig érintette a TriMet 84-es busza, de a helyiek szerint a hozzájárulás mértékéhez képest túl ritka követést biztosítottak, ezért kérték a viszonylat megszüntetését. A Springwater Corridor kerékpáros és gyalogút a portlandi Eastbank Esplanade-ig tart.

## Filmekben
A Rejtélyek városkája Gravity Falls települése Boringon alapul. 2017-ben az ABC Jack Black rendezésével Boring, OR címmel egy sorozatgyilkosról szóló televíziós sorozatot forgatott.
2013-ban a Vitaminwater reklámkampányának részeként a településen musicaleket adtak elő. 2016-ban az Ogilvy & Mather ügynökség reklámját itt forgatták.
A 2018-as Everything Sucks! sorozat a fiktív boringi középiskolában játszódik.

## Nevezetes személyek
- Ben Musa, politikus[62]
- Bob Amsberry, színész[63]
- Charis Michelsen, modell[64]
- Maria Thayer, színész[65]
- Ryan Crouser, sportoló[66]
- William H. Boring, katona[12]

## Testvértelepülések
Miután Elizabeth Leighton 2011-ben keresztülbiciklizett Boringon, javasolta, hogy a 84 lakosú skóciai Dullal testvértelepülési megállapodást írjanak alá. 2012 júniusában a turizmus fejlesztése érdekében a javaslatot elfogadták. 2013-ban Bland Shire csatlakozásával létrejött a „Rendkívüli Települések Ligája”, melynek célja mindhárom helység népszerűsítése volt. Ugyanezen évben az egykori boringi vasúti megállóban parkot nyitottak, pólókat adtak ki, valamint dulli utazást is kisorsoltak.

## Fordítás
- Ez a szócikk részben vagy egészben  a   Boring, Oregon című angol Wikipédia-szócikk ezen változatának fordításán alapul.  Az eredeti cikk szerkesztőit annak laptörténete sorolja fel. Ez a jelzés csupán a megfogalmazás eredetét és a szerzői jogokat jelzi, nem szolgál a cikkben szereplő információk forrásmegjelöléseként.